# Љумир Абдиџику
Љумир Абдиџику (алб. Lumir Abdixhiku; Приштина, 22. април 1983) албански је политичар са Косова и Метохије. Од 14. марта 2014. године врши функцију председника Демократског савеза Косова. Претходно је био министар за инфраструктуру и животну средину (2020) и председник Комисије за буџет (2017—2019).

## Детињство, младост и образовање
Рођен је 22. априла 1983. године у Приштини. Похађао је Основну школу „Ђерђ Фишта” и Средњу школу „Џевдет Дода”. Након завршене средње школе, започео је основне студије на  Универзитету у Приштини, а дипломирао је 2004. године. Године 2006. наставио је постдипломске студије у Уједињеном Краљевству, а 2013. стекао је звање магистра економије за пословну анализу и доктора наука на Универзитету у Стафордширу.

## Приватни живот
Ожењен је Аљбином Кастрати са којом има две ћерке.
Између 2011. и 2017. године био је седмични колумниста за новине Koha Ditore. Пишући за колумну „Писма из лимба“, покрио је широк спектар питања која су заокупљала косовско друштво након проглашења независности, углавном критикујући оно што сматра распрострањеном корупцијом, непотизмом, геримандерингом, дубоком државом итд.